# Iridium(V)fluoride
Iridium(V)fluoride is een fluoride van iridium en heeft als brutoformule IrF5. De stof komt voor als een zeer reactieve gele vaste stof, die voor het eerst werd beschreven door Neil Bartlett in 1965.

## Synthese
Iridium(V)fluoride kan worden bereid door een reductie van iridium(VI)fluoride met waterstofgas in een waterige oplossing van vloeizuur (HF) of met siliciumpoeder.